# MTV Unplugged - A Live Album
MTV Unplugged – A Live Album es el segundo álbum en directo de la banda británica de indie rock Florence and the Machine. Grabado en Nueva York en diciembre de 2011 en el Angel Orensanz Center. El álbum fue lanzado el 5 de abril de 2012 en una edición de CD + DVD y en formato digital. La canción "Cosmic Love" fue suprimida en algunas versiones del DVD pero está incluido en el CD.
El show contó con la participación de Josh Homme, vocalista de Queens Of The Stone Age, en la versión de "Jackson".

## Lista de canciones
| MTV Unplugged |                              |          |  |
| N.º           | Título                       | Duración |  |
| 1.            | «Only If for a Night»        | 5:07     |  |
| 2.            | «Drumming Song»              | 4:43     |  |
| 3.            | «Cosmic Love»                | 5:09     |  |
| 4.            | «Breaking Down»              | 3:19     |  |
| 5.            | «Never Let Me Go»            | 4:34     |  |
| 6.            | «Try a Little Tenderness»    | 3:03     |  |
| 7.            | «No Light, No Light»         | 4:12     |  |
| 8.            | «Jackson» (con Josh Homme)   | 3:28     |  |
| 9.            | «What the Water Gave Me»     | 4:55     |  |
| 10.           | «Dog Days Are Over»          | 4:35     |  |
| 11.           | «Shake It Out»               | 4:44     |  |
| 12.           | «Landscape (Unplugged Demo)» | 4:03     |  |
| 13.           | «Heartlines»                 | 5:33     |  |
| 14.           | «Shake It Out»               | 4:12     |  |

| Pistas adicionales edición Deluxe |                                                        |          |  |
| N.º                               | Título                                                 | Duración |  |
| 12.                               | «Landscape (Demo)»                                     | 4:03     |  |
| 13.                               | «Heartlines (Acoustic)»                                | 5:33     |  |
| 14.                               | «Shake It Out (Acoustic)»                              | 4:12     |  |
| 15.                               | «Shake It Out (The Weeknd Remix)» (iTunes bonus track) | 5:16     |  |